# والتر إيرنست سميث
والتر سميث (بالإنجليزية: Walter Smith)‏ (25 مارس 1884 بليستر في المملكة المتحدة - 1 يناير 1972) هو لاعب كرة قدم بريطاني (وحمل سابقاً جنسية المملكة المتحدة لبريطانيا العظمى وأيرلندا) في مركز حراسة المرمى. لعب مع بورت فايل وغريمسبي تاون وليستر سيتي ومانشستر سيتي ونادي بليموث أرجايل.